# Rychwałdek
Rychwałdek ist eine Ortschaft mit einem Schulzenamt der Gemeinde Świnna im Powiat Żywiecki der Woiwodschaft Schlesien in Polen.

## Geographie

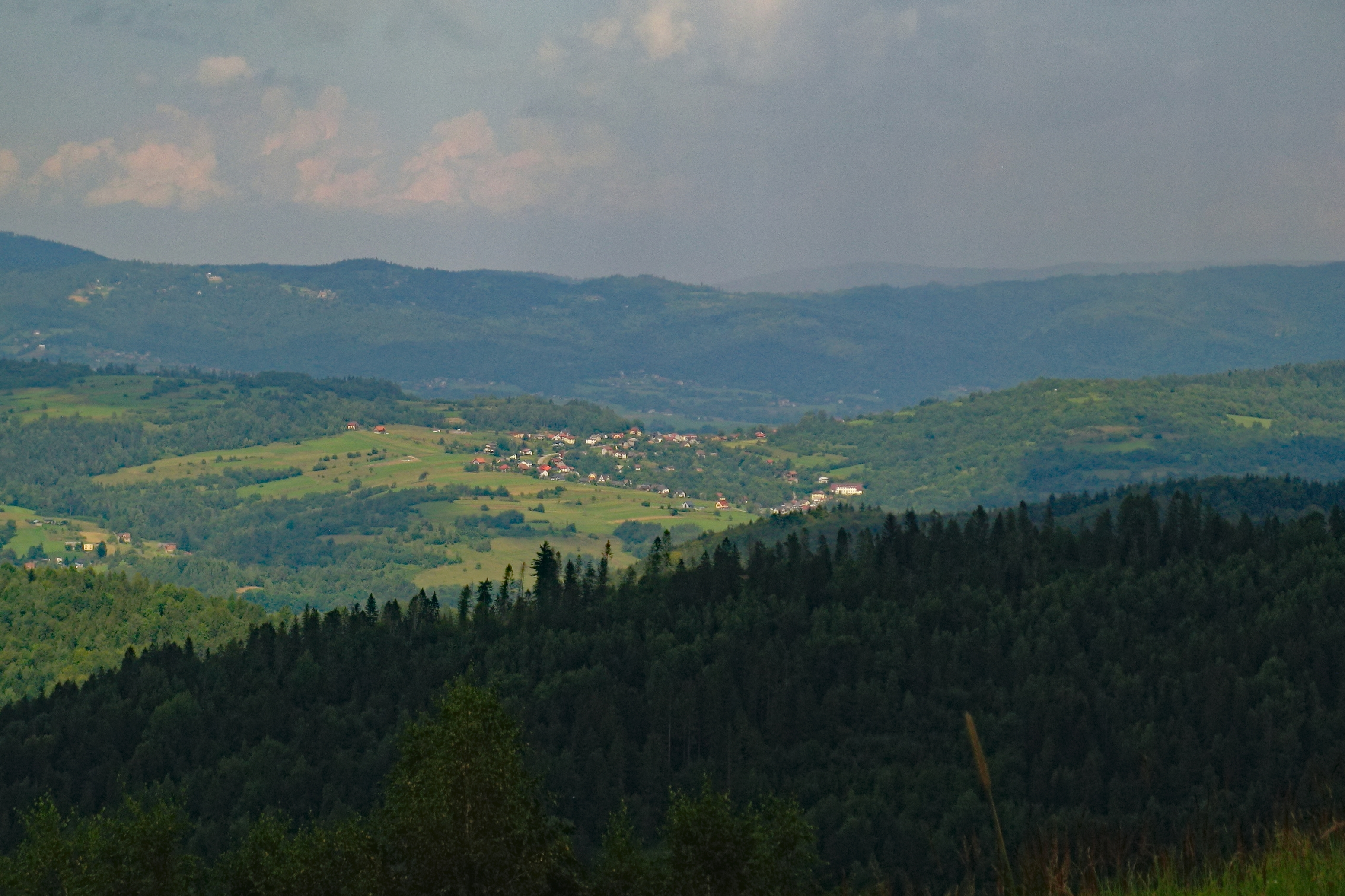
Rychwałdek (2020)

Der Ort liegt am westlichen Rand der Makower Beskiden. Die Nachbarorte sind Rychwałd im Norden, Pewel Ślemieńska im Osten, Pewel Mała im Süden, Świnna im Südwesten, sowie die Stadt Żywiec im Westen.

## Geschichte
Der Ort im Land Saybusch südlich von Rychwałd entstand im späten 16. Jahrhundert. Im Wehrpflichtregister des Kreises Schlesien aus dem Jahr 1581 wurde außer der Pfarrei Richwald eine separate gleichnamige Ortschaft (das spätere Rychwałdek) in der Pfarrei Żywiec (Saybusch) erwähnt. Im Jahr 1595 wurde es als Rychwałd II erwähnt. Ab 1608 gehörte es zur Herrschaft Ślemień. Der Name Rychwałdek, früher auch Mały Rychwałdek, ist die diminutive Form des Namens Rychwałd.
Bei der Ersten Teilung Polens kam das Dorf 1772 zum neuen Königreich Galizien und Lodomerien des habsburgischen Kaiserreichs (ab 1804). Ab 1782 gehörte es dem Myslenicer Kreis (1819 mit dem Sitz in Wadowice). Nach der Aufhebung der Patrimonialherrschaften bildete es nach 1850 eine Gemeinde im Bezirk Saybusch.
1918, nach dem Ende des Ersten Weltkriegs und dem Zusammenbruch der k.u.k. Monarchie, kam Rychwałdek zu Polen. Unterbrochen wurde dies nur durch die Besetzung Polens durch die Wehrmacht im Zweiten Weltkrieg. Es gehörte dann zum Landkreis Saybusch im Regierungsbezirk Kattowitz in der Provinz Schlesien (seit 1941 Provinz Oberschlesien).
Von 1975 bis 1998 gehörte Rychwałdek zur Woiwodschaft Bielsko-Biała.